# Ronde van Duitsland 1961
De Internationale Afri-Cola Duitse Ronde 1961 (lokale naam: Internationale Afri-Cola Deutsche Rundfahrt) was de 16e editie van de Ronde van Duitsland. Titelverdediger was de Nederlander Ab Geldermans. Friedhelm Fischerkeller wist het eindklassement te winnen, mede dankzij de winst in de eerste etappe. Hennes Junkermann werd 2e in het eindklassement en Piet Rentmeester pakte de 3e plaats. Het ploegenklassement ging maar Faema.

## Parcours en deelnemers
De start van de 16e editie was in Keulen, evenals de finish. Aan de start van deze editie stonden 59 coureurs, verdeeld over 11 ploegen. Uiteindelijk wisten 42 renners de finish de halen. De gemiddelde snelheid van Fischerkeller was 36,702 km/h over een afstand van 1484,5 kilometer, dit is exclusief een criterium. De editie werd echter overschaduwd door de dood van de wielrenner Alessandro Fantini. De Italiaan overleed in de 6e etappe, die ging van Landau naar Trier. Tijdens deze etappe viel de Italiaan en hij liep daarbij een gebroken schedelbreuk op. Hij werd naar het ziekenhuis gebracht, maar vanwege het aantal amfetaminen in zijn lijf was chirurgie niet mogelijk. Hij zou twee dagen later in het ziekenhuis sterven.

## Etappelijst
| Etappen       | Tag      | Start – Finish                  | km        | Etappewinnaar           | Klassementsleider       |
| ------------- | -------- | ------------------------------- | --------- | ----------------------- | ----------------------- |
| 1. Etappe     | 28 april | Köln – Bad Schwalbach           | 195       | Friedhelm Fischerkeller | Friedhelm Fischerkeller |
| 2. Etappe     | 29 april | Bad Schwalbach – Schweinfurt    | 209,5     | Raymond Impanis         | Friedhelm Fischerkeller |
| 3. Etappe (a) | 30 april | Schweinfurt – Nürnberg          | 125 (ITT) | Horst Oldenburg         | Friedhelm Fischerkeller |
| 3. Etappe (b) | 30 april | Nürnberg – München              | 185       | Horst Oldenburg         | Friedhelm Fischerkeller |
| 4. Etappe     | 1 mei    | München – Kellmünz              | 131       | Alessandro Fantini      | Friedhelm Fischerkeller |
| Criterium     | 1 mei    | Kellmünz                        | 44*       | Rolf Roggendorf         | Friedhelm Fischerkeller |
| 5. Etappe     | 2 mei    | Villingen-Schwenningen – Landau | 197       | Louis Proost            | Friedhelm Fischerkeller |
| 6. Etappe     | 3 mei    | Landau – Trier                  | 225       | Horst Oldenburg         | Friedhelm Fischerkeller |
| 7. Etappe     | 4 mei    | Trier – Köln                    | 217       | Horst Oldenburg         | Friedhelm Fischerkeller |

- Dit betrof een criterium en telde niet mee voor het eindklassement.

## Eindklassement
|   | Renner                  | Tijd        |
| - | ----------------------- | ----------- |
| 1 | Friedhelm Fischerkeller | 40h 26' 51" |
| 2 | Hennes Junkermann       | + 2' 16"    |
| 3 | Piet Rentmeester        | + 3' 03"    |

## Ploegenklassement
|   | Ploeg | Tijd      |
| - | ----- | --------- |
| 1 | Faema | 121:47:28 |